# Industriebahn Oberschöneweide

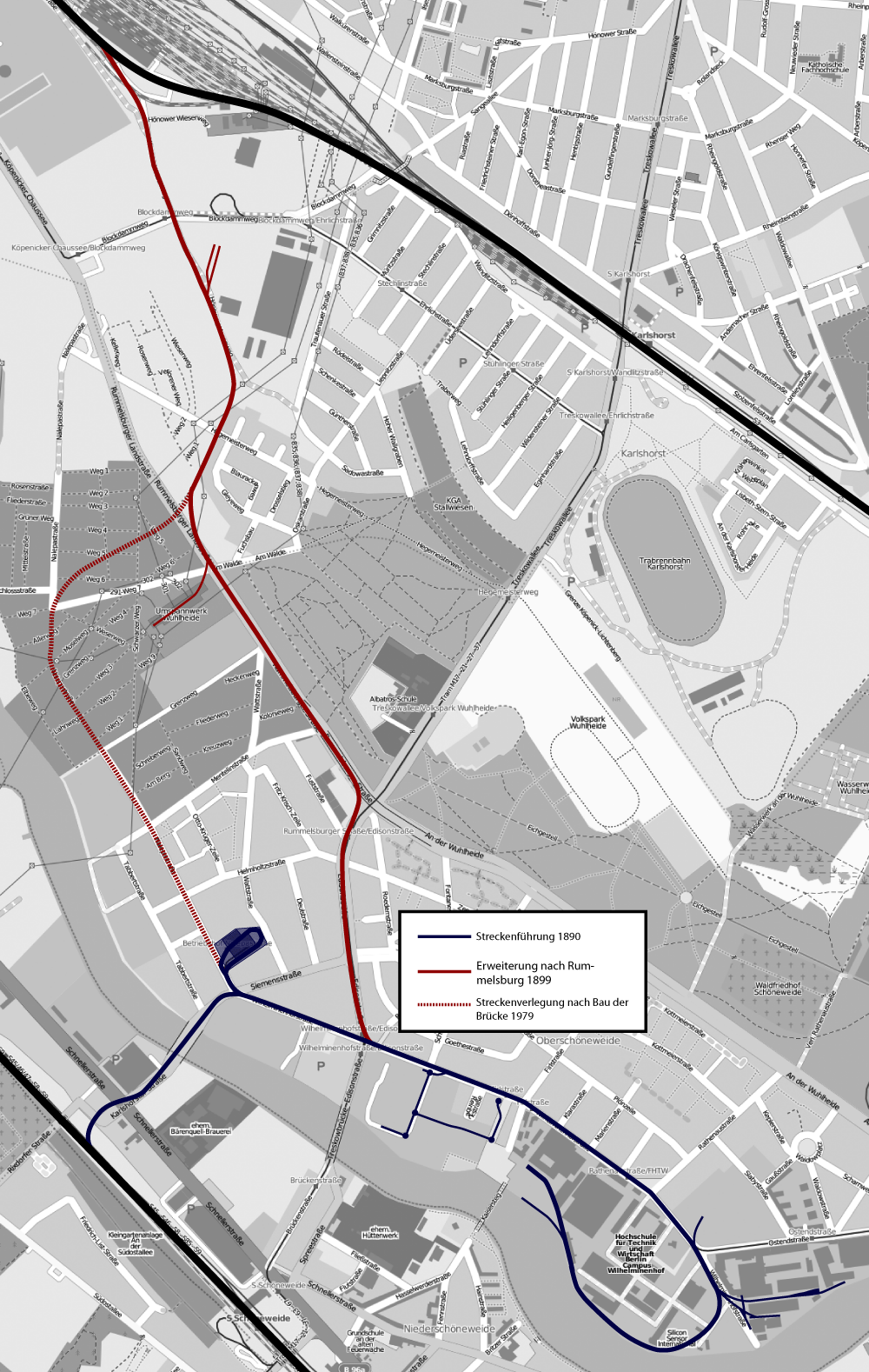
Lageplan der Bullenbahn, aus Luftbildaufnahmen rekonstruiert

Die Industriebahn Oberschöneweide war eine Industrieanschlussbahn in Berlin. Sie begann am Rangierbahnhof Niederschöneweide und erschloss die Industriebetriebe Oberschöneweides. Später wurde sie zum Rangierbahnhof Rummelsburg verlängert. Im Berliner Volksmund wird die Strecke als „Bullenbahn“ bezeichnet. Zur Industriebahn gehörte auch der Betriebshof Nalepastraße, der heute von der Berliner Straßenbahn genutzt wird. Die „Bullenbahn“ wurde von 1890 bis 1996 betrieben.

## Geschichte
1890 wurde die Strecke von der Grundrenten-Gesellschaft erbaut. Sie führte vom Güterbahnhof Niederschöneweide-Johannisthal über die Stubenrauchbrücke zur Wilhelminenhofstraße. Ein Abzweig zur Tabbertstraße wurde ebenfalls errichtet. Nach ihrer Fertigstellung wurde die Strecke an einen Fuhrunternehmer verpachtet, der mit ihr die Güterbahngesellschaft Oberschöneweide betrieb. Er benutzte zunächst Pferde und Ochsen als Zugtiere, daher soll der Name „Bullenbahn“ hergeleitet sein. Andere Quellen ist zu entnehmen, dass die schweren Güterzuglokomotiven den Spitznamen Bulle trugen und so zu dem Spitznamen beitrugen.
1899 wurde die Strecke über die Edisonstraße und die Rummelsburger Landstraße zum Güterbahnhof Rummelsburg erweitert. Zwei Jahre später kauften die Berliner Ostbahnen die Strecke und elektrifizierten sie. Am 1. August 1901 verkehrte die erste elektrische Lokomotive, ein umgebauter offener Güterwagen der Preußischen Staatsbahnen.
Zur Versorgung der Bewohner der Waldsiedlung Lichtenberg (erbaut 1919/20) mit Kartoffeln, Brennstoffen u. a. wurde bei deren Bau eine Haltestelle der Bahn angelegt.
1957 war die Bahn rund 13 Kilometer lang und bediente 30 Werksanschlüsse. Zwölf Jahre später, 1969, ging die Strecke wie auch das Rollmaterial an die VEB Autotrans Berlin. Da die Güterbahn im Zuge der Edisonstraße den Automobil- und Straßenbahnverkehr massiv behinderte, wurde bis März 1979 eine Neubaustrecke errichtet. Diese verlief vom Betriebshof über die Nalepastraße und die Kleingartenkolonie Wilhelmstrand zur Rummelsburger Straße und mündete dort in die alte Strecke hinein. Die alte Strecke in der Edisonstraße wurde gleichzeitig aufgegeben und der zuvor eingleisige Straßenbahnabschnitt zweigleisig ausgebaut.
Im Maximalausbau hatte das Bahnnetz über 50 Abzweiger und Anschlüsse.
1990 ging die Strecke dann an den VEB Binnenhafen, später BEHALA, welche den elektrischen Betrieb auf der Strecke 1995 einstellte. Die gerade vier Jahre alte rumänische Neubaulok wurde verschrottet. Ein Restbetrieb wurde durch einen Zweiwege-Unimog aufrechterhalten, bevor die Strecke 1996 endgültig stillgelegt wurde. In den folgenden Jahren wurde die Strecke großteils abgebaut oder im Zuge von Straßenneubauten überbaut. Stellenweise lassen sich aber noch Überreste wie Gleise auf separaten Gleisbetten oder Strommasten im Straßenbild erkennen.

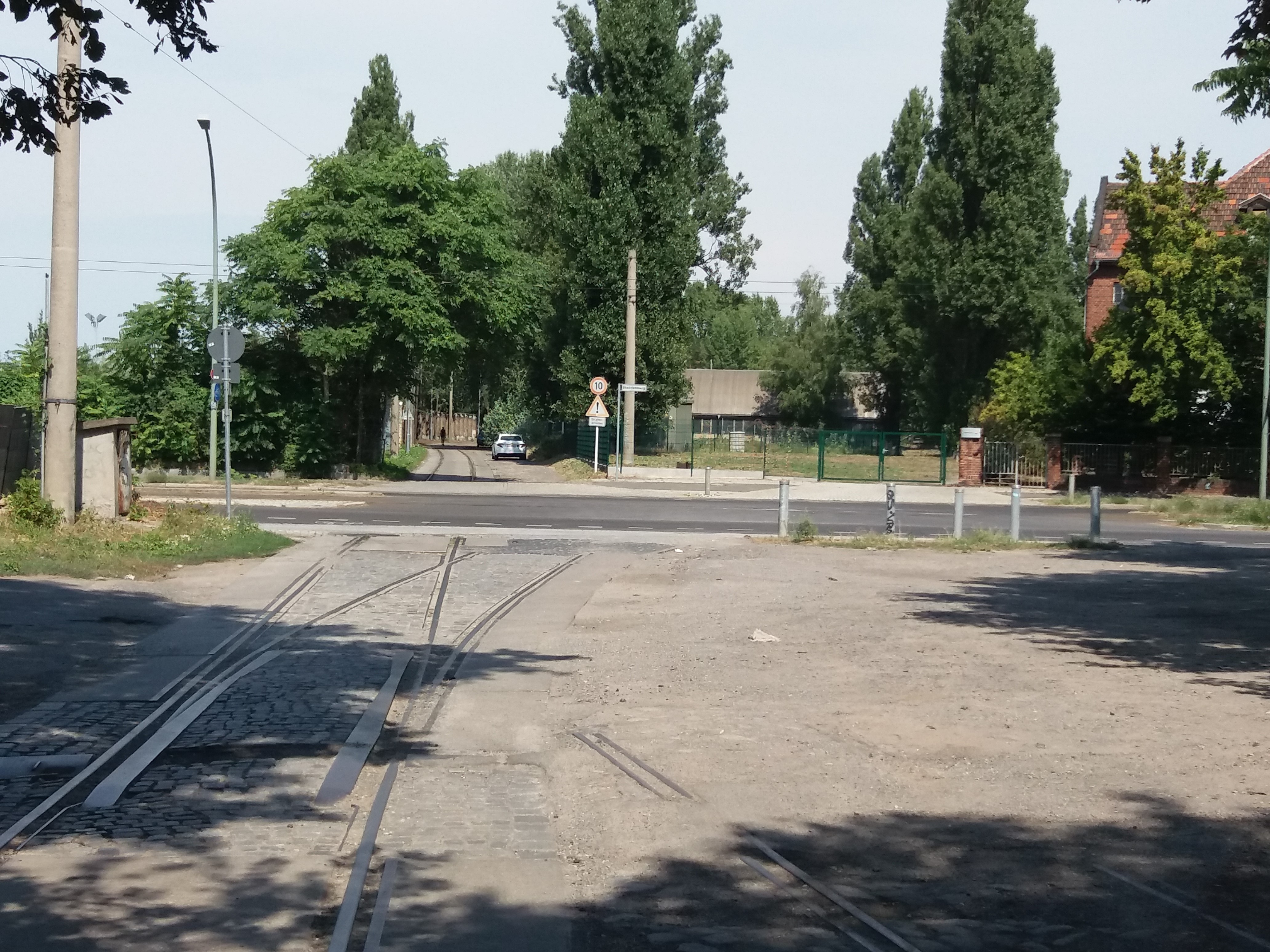
Reste der Industriebahn an der Kreuzung Blockdammweg/Hönower Wiesenweg (mittlerweile nicht mehr existent)

## Betrieb

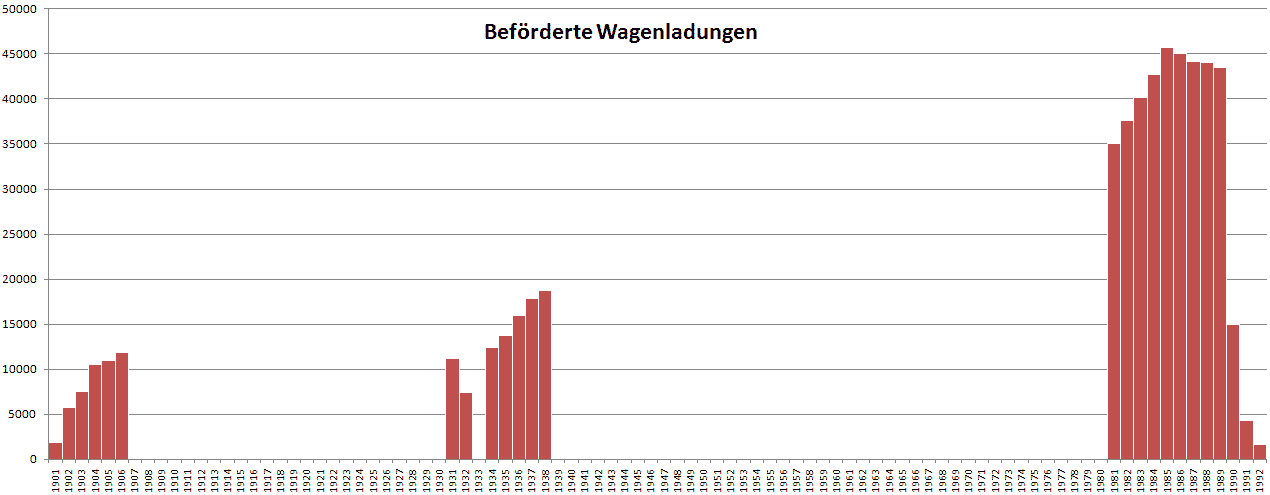
Beförderte Wagenladungen im 20. Jahrhundert

Der Verkehr fand auf der gesamten Strecke auf einem eigenen Gleis statt, auch dort, wo parallel Straßenbahngleise lagen. Die beförderten Güterzüge waren bis zu 24 Wagen (48 Achsen) lang und maximal 25 km/h schnell. Die BVG-Mitarbeiterzeitschrift „Die Fahrt“ gibt für die 1920er Jahre folgende Betriebsleistungen an:
| Jahr | Achsen | Wagenladungen | Gewicht in Tonnen |
| ---- | ------ | ------------- | ----------------- |
| 1920 | 56.194 | 27.477        | 335.596           |
| 1925 | 61.916 | 30.334        | 375.249           |
| 1928 | 65.630 | 31.911        | 372.651           |

## Rollmaterial
Auf der Industriebahn Oberschöneweide waren neben den Triebfahrzeugen (und Güterwagen) der Betreibergesellschaft auch zahlreiche Werksfahrzeuge der anliegenden Unternehmen unterwegs. Dazu gehörten unter anderem das KWO, die BAE, Minol und das TRO.

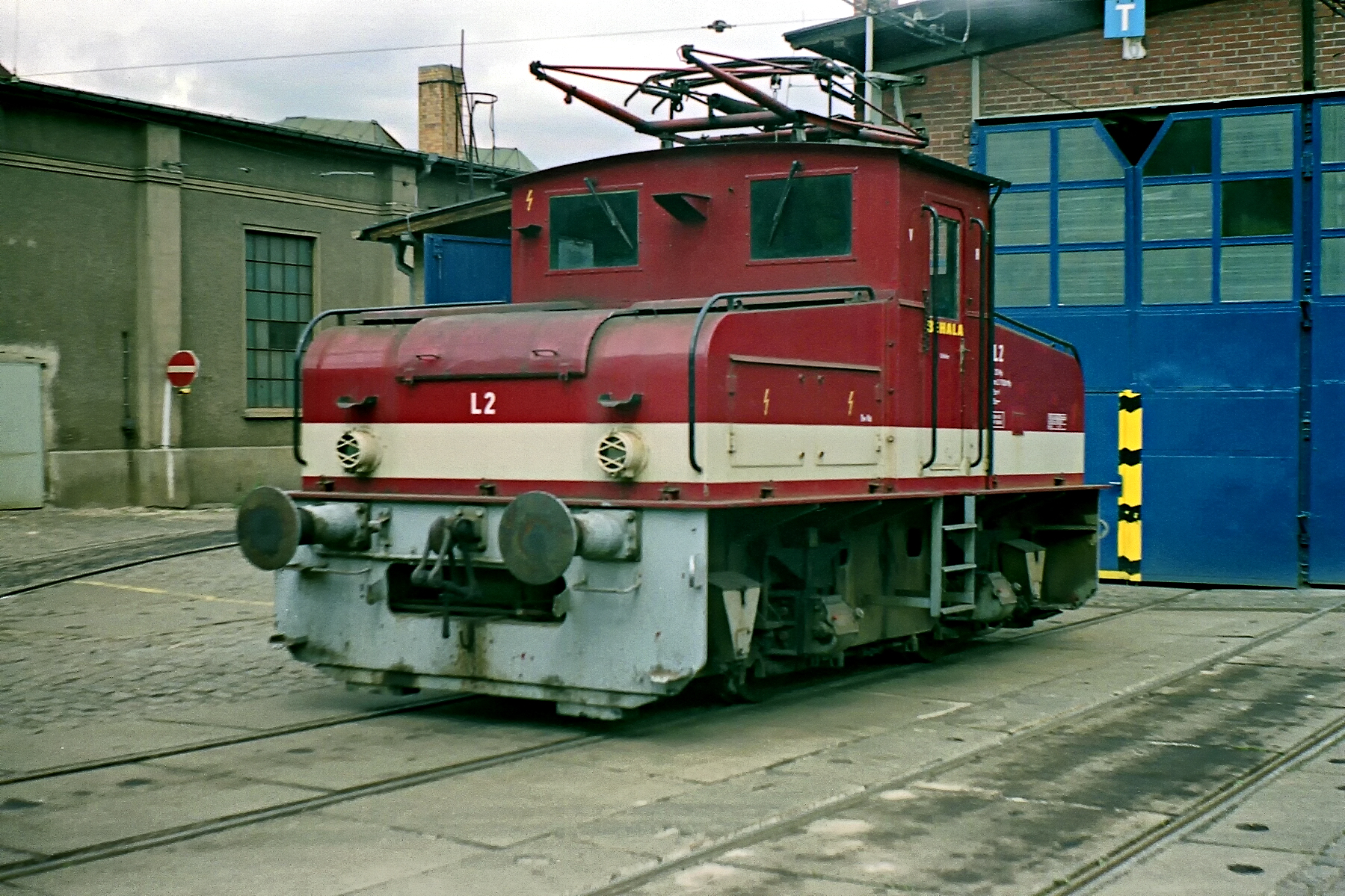
Die L2, eine LEW EL 4 1992 im Betriebshof Nalepastraße.

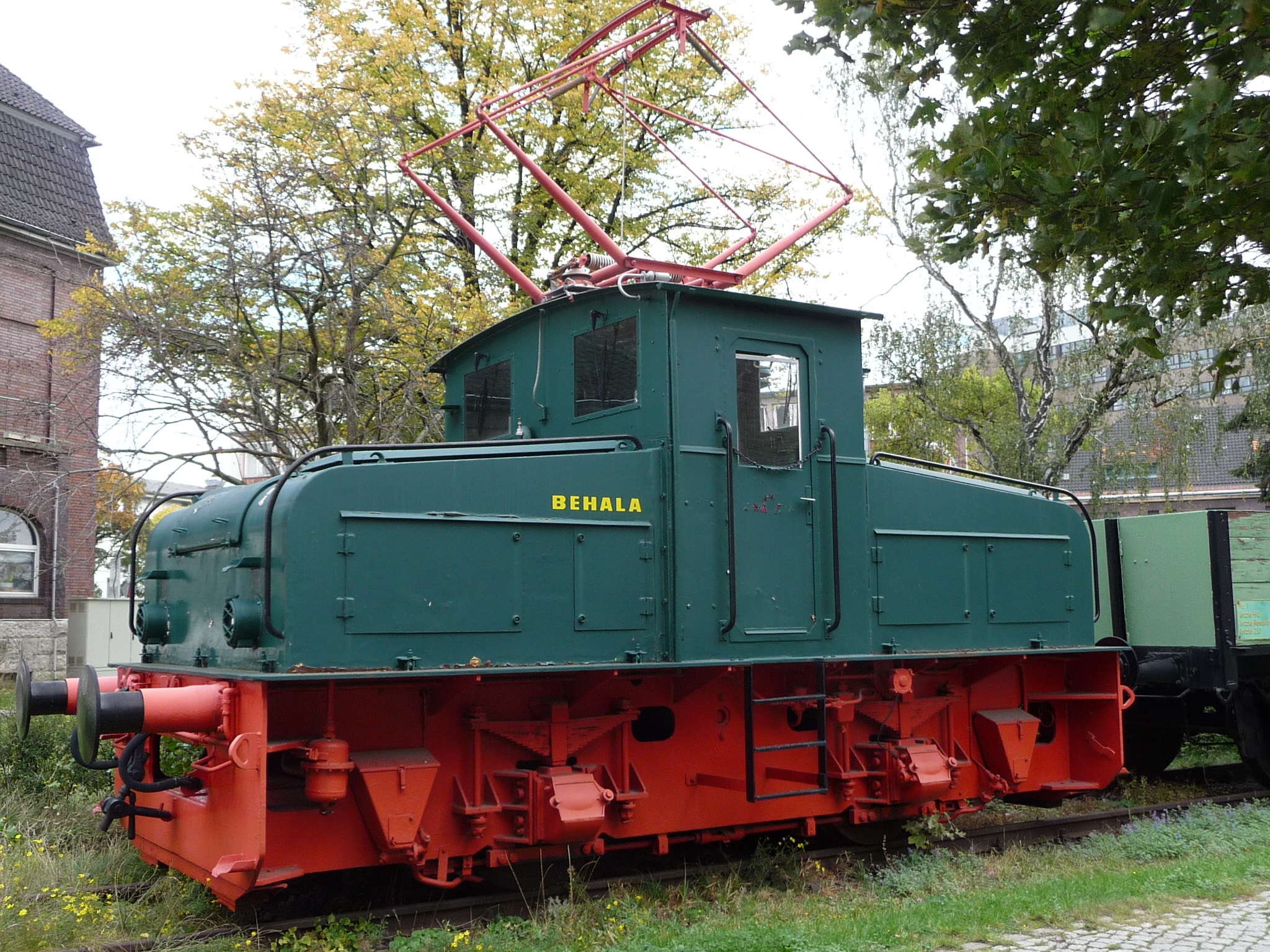
L 2, eine LEW EL 4, ausgestellt im Berliner Westhafen

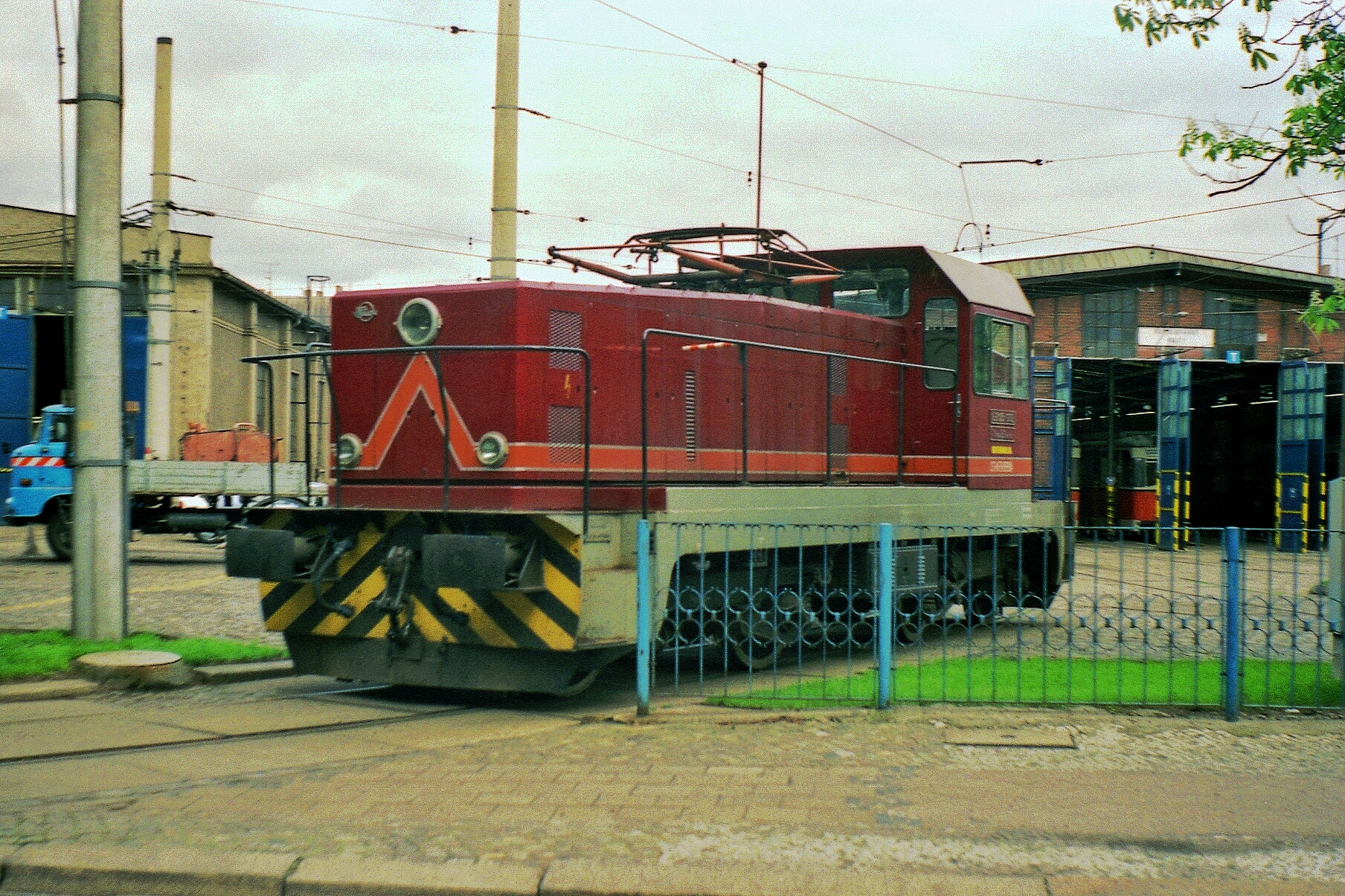
Die LEM 25-002 1992 im Betriebshof Nalepastraße

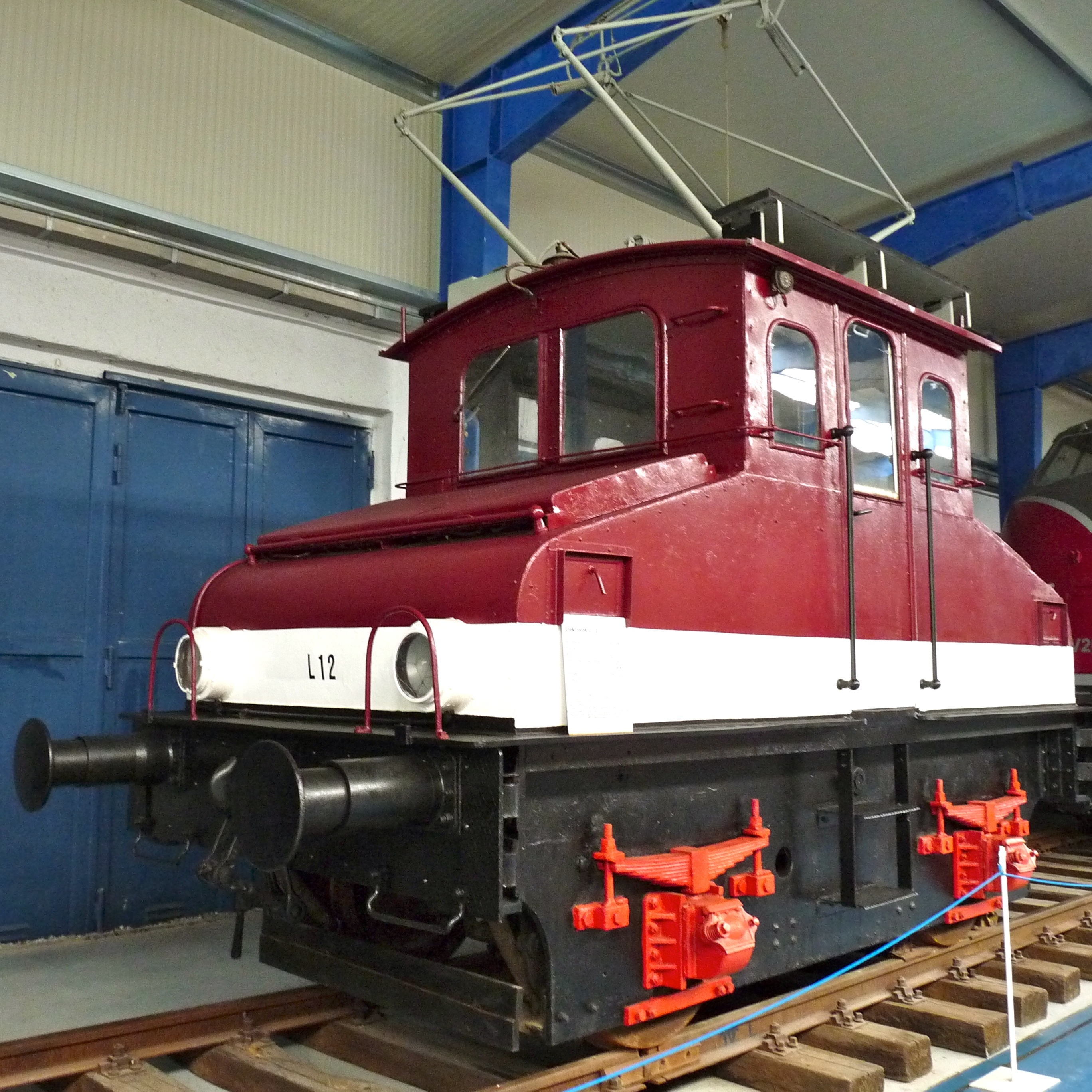
L12, ausgestellt im Oldtimer Museum Rügen

| Typ (Hersteller)       | Fahrzeug Betriebsnummer | Baujahr | an                                                                     | Bemerkungen |
| ---------------------- | ----------------------- | ------- | ---------------------------------------------------------------------- | --- |
|                        | Nr. 200                 |         |                                                                        | Umgebauter Güterwagen der Preußischen Staatsbahnen. In dem Fahrzeug wurden zwei Straßenbahnmotoren installiert, die aus dem 600-Volt-Gleichstromnetz gespeist wurden. Es erhielt außerdem eine offene Plattform.                     |
| (AEG)                  | L12 / L14               |         | 1914                                                                   | L12: Im Einsatz bis 1990, aufgrund der hohen Schadensanfälligkeit der FAUR-Maschinen bis Januar 1995 als Reservemaschine vorgehalten, heute ausgestellt im Oldtimer Museum Rügen. L14: Einsatz bis 1982, verschrottet 1990           |
| AEG Typ Gummersbach    | L21                     |         | 1925                                                                   | verschrottet 1990 |
| AEG Typ Gummersbach    | L22                     |         | 1925                                                                   | befindet sich im nichtbetriebsfähigen Zustand, aber äußerlich aufgearbeitet, beim Eisenbahnmuseum Gramzow |
| V10B (LKM)             | 252 121 KWO 1           | 1960    | VEB Kombinat Kabelwerk Oberspree (KWO)                                 | 1994 an Eisenbahnfreunde HeiNa Ganzlin |
| V10B (LKM)             | 252 132                 | 1960    | VEB Minol, später VEB Transformatoren- und Röntgenwerk Oberspree (TRO) | unbekannt |
| V10B (LKM)             | 252 193                 | 1961    | VEB Transformatoren- und Röntgenwerk Oberspree (TRO)                   | 1994 an Eisenbahnfreunde HeiNa Ganzlin |
| V10B (LKM)             | 252 254                 | 1961    | Kabelwerke Oberspree                                                   | 1998 an Vogtländischer Eisenbahnverein Adorf |
| V10B (LKM)             | 252 340 KWO 2           | 1962    | Kabelwerke Oberspree                                                   | 1994 an Eisenbahnfreunde HeiNa Ganzlin |
| V10B (LKM)             | 252 395 KWO 3           | 1963    | Kabelwerke Oberspree                                                   | 1994 an Eisenbahnfreunde HeiNa Ganzlin |
| V10B (LKM)             | 252 506 KWO 4           | 1968    | Kabelwerke Oberspree                                                   | 1994 an Eisenbahnfreunde HeiNa Ganzlin |
| LEW EL 4 (LEW)         | L1                      | ?       | Bahnpostamt Ostbahnhof                                                 | Gelangte Ende der 1970er Jahre vom Bahnpostamt Berlin Ostbahnhof zur Bullenbahn. Nach Übernahme durch die BEHALA wurden sie im Osthafen beheimatet, später abgestellt, 1995 in Rummelsburg verschrottet.                             |
| LEW EL 4 (LEW)         | L2                      | ?       | Bahnpostamt Ostbahnhof                                                 | Gelangte Ende der 1970er Jahre vom Bahnpostamt Berlin Ostbahnhof zur Bullenbahn. Nach Übernahme durch die BEHALA wurden sie im Osthafen beheimatet, später abgestellt, steht heute als Denkmal an der BEHALA-Verwaltung im Westhafen |
| L EM 25 (FAUR)         | 25 001                  | 1990    | VEB Binnenhafen Berlin, später BEHALA                                  | Neuanschaffung Anfang 1991, nach technischen Problemen mit dem Antrieb erst im April abgenommen, in Betrieb Ende September 1991, am 10. Februar 1995 abgelaufen, im Osthafen abgestellt, 1996 dort verschrottet                      |
| L EM 25 (FAUR)         | 25 002                  | 1990    | VEB Binnenhafen Berlin, später BEHALA                                  | Neuanschaffung Anfang 1991, in Betrieb Ende September 1991, mit Einstellung des elektrischen Betriebes im November 1995 nach Osthafen überführt, 1996 dort verschrottet                                                              |
| Unimog (Mercedes-Benz) |                         |         |                                                                        | Zweiwege-Unimog, im Einsatz von 1995 bis 1997 zur Aufrechterhaltung eines Restbetriebes |